# TOM★CAT (アルバム)
『TOM★CAT』（トム・キャット）は、TOM★CAT初のオリジナルアルバム。1985年6月21日にキャニオン・レコードのレーベルAARD-VARKから発売された。

## 背景
1984年に『第28回ヤマハポピュラーソングコンテストつま恋本選会』及び『第15回世界歌謡祭』でそれぞれグランプリを受賞した、デビューシングル「ふられ気分でRock'n' Roll」を含む、初のオリジナル・アルバム。また、'85JAL沖縄キャンペーン・ソングに起用された「サマータイム グラフィティ」が先行シングルとしてリリースされている。なお、各々のB面曲「ROUTE 16」「ON THE STREET」は本アルバムには未収録。

## 制作、レコーディング
作詞・作曲は全曲共にTOMが行っており、編曲にはギタリストの矢島賢や音楽プロデューサーの瀬尾一三が参加している。プロデューサーはTOMの他にCHAGE and ASKAや長渕剛の作品などを手掛けた山里剛が担当している。
レコーディングは同年にエピキュラススタジオとライトハウススタジオにて行われた。
サウンド面では、既発売のシングル同様にテクノ歌謡を多く収録しているが、「今夜は…」「目をとじて」など、バラード等も収録されている。

## アルバムアートワーク
レコード・ジャケットはアーティスト写真ではなく、TOM本人が撮影した猫の写真となっている。

## リリース
1985年6月21日にキャニオン・レコードのAARD-VARKレーベルよりLP、CTの2形態でリリースされ、7月5日にはCDとしてリリースされた。その後、1995年5月19日にはCD選書に選定され再リリースされた。

## 批評
| 専門評論家によるレビュー | 専門評論家によるレビュー |
| レビュー・スコア         | レビュー・スコア         |
| 出典                     | 評価                     |
| ------------------------ | ------------------------ |
| CDジャーナル             | 肯定的                   |

批評家からの反応として、音楽情報サイト『CDジャーナル』においてアップテンポの曲に関しては肯定的に評価されているが、スローなバラード曲に関しては否定的に評価された。

## チャート成績
オリコンチャートでは最高位17位となった。

## 収録曲
| 全作詞・作曲: TOM、全編曲: Light house PROJECT。 |                              |       |            |      |
| #                                                | タイトル                     | 作詞  | 作曲・編曲 | 時間 |
| 1.                                               | 「MADNESS」                  | TOM   | TOM        | 4:50 |
| 2.                                               | 「STARDUSTS」                | TOM   | TOM        | 4:12 |
| 3.                                               | 「IJIWARU」                  | TOM   | TOM        | 4:55 |
| 4.                                               | 「ふられ気分でRock'n' Roll」 | TOM   | TOM        | 4:13 |
| 5.                                               | 「今夜は…」                  | TOM   | TOM        | 2:55 |
| 合計時間:                                        | 合計時間:                    | 21:05 |            |      |

| 全作詞・作曲: TOM。 |                                |           |            |                     |      |
| #                   | タイトル                       | 作詞      | 作曲・編曲 | 編曲                | 時間 |
| 6.                  | 「サマータイム グラフィティ」  | TOM       | TOM        | Light house PROJECT | 4:06 |
| 7.                  | 「MIDNIGHT ANGELS」            | TOM       | TOM        | 瀬尾一三            | 4:30 |
| 8.                  | 「パークエリアに今夜9時」      | TOM       | TOM        | 瀬尾一三            | 5:34 |
| 9.                  | 「目をとじて」                 | TOM       | TOM        | 瀬尾一三            | 5:25 |
| 10.                 | 「ダイヤモンド・シンドローム」 | TOM       | TOM        | 瀬尾一三            | 5:05 |
| 合計時間:           | 合計時間:                      | 合計時間: | 24:40      |                     |      |

## スタッフ・クレジット

### 参加ミュージシャン
- 矢島賢 (Light house PROJECT) - エレクトリックギター
- 北島健二 - エレクトリックギター
- PROGRAMED SYNTHESIZER BASS - ベース
- 富倉安生 - ベース
- YAMAHA RX-11 - ドラムス
- リンドラム（英語版） - ドラムス
- 山木秀夫 - ドラムス
- 高垣薫 - ドラムス
- 矢島マキ (Light house PROJECT) - キーボード
- 中西康晴 - キーボード
- 富樫春生 - キーボード
- TDM - キーボード
- ジェイク・H・コンセプション - サックス
- PECKER - パーカッション
- 浜田良美 - バックグラウンドボーカル
- 香川喜章 - バックグラウンドボーカル
- 瀬尾一三 - バックグラウンドボーカル
- EVE - バックグラウンドボーカル

### スタッフ
- TOM - プロデューサー、写真撮影 (Cat&Staff)
- 山里剛（ヤマハ） - プロデューサー
- 羽島亨（キャニオン） - ディレクター
- 石塚良一（ヤマハ） - レコーディング・エンジニア、リミックス・エンジニア
- 松原マサノリ（ヤマハ） - レコーディング・エンジニア
- 佐藤晴彦 （ヤマハ） - レコーディング・エンジニア
- よねもりかつとし (Light house PROJECT) - レコーディング・エンジニア
- かわぞえてつじ (Light house PROJECT) - レコーディング・エンジニア
- 矢島賢 - コンピュータ・プログラマー、編曲
- 梅原篤 - コンピュータ・プログラマー
- 瀬尾一三 - コンピュータ・プログラマー、編曲
- 矢島マキ - 編曲
- 荒木浩三 (Music Land) - ミュージシャン・コーディネーター
- 小島博（ヤマハ） - チーフ・マネージャー
- 遠藤直隆（ヤマハ） - パーソナル・マネージャー
- 小林昭 - 写真撮影 (TOM)
- やなぎさわこうじ - デザイナー
- 川上源一 - エグゼクティブ・プロデューサー

## リリース履歴
| No. | 日付          | レーベル             | 規格  | 規格品番          | 最高順位 | 備考                 |
| --- | ------------- | -------------------- | ----- | ----------------- | -------- | -------------------- |
| 1   | 1985年6月21日 | キャニオン・レコード | LP CT | C28A0415 28P 6437 | 17位     |                      |
| 2   | 1985年7月5日  | キャニオン・レコード | CD    | D32A0094          | -        |                      |
| 3   | 1995年5月19日 | ポニーキャニオン     | CD    | PCCA-00762        | -        | CD選書としてリリース |